# ولادیمیر یانوش
ولادیمیر یانوش (چکی: Vladimír Jánoš؛ ۲۳ نوامبر ۱۹۴۵) قایقران روئینگ اهل چکسلواکی بود.
وی در مسابقات کشوری و بین‌المللی در مجموع برندهٔ ۲ مدال برنز شده‌است.